# Fulla

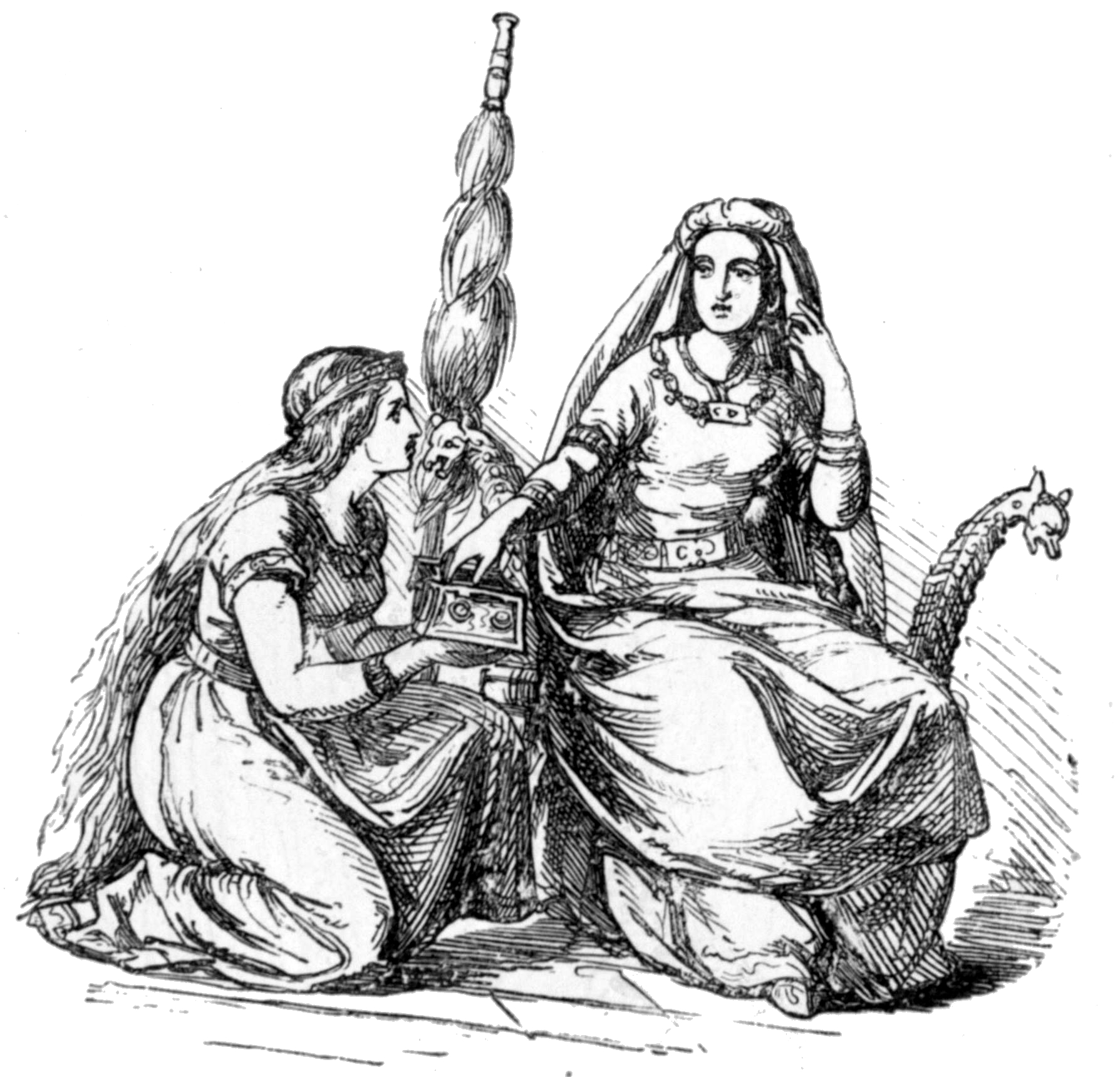
Frigg en Fulla

Fulla of Fylla is in de Noordse mythologie, een ásynja. Haar naam heeft betrekking op het adjectief fullr, dat vol, overvloedig betekent. Snorri Sturluson beschrijft haar in Gylfaginning als volgt:
| Hon er enn mær ok ferr laushár ok gullband um höfuð. Hon berr eski Friggjar ok gætir skóklæða hennar ok veit launráð með henni. | /Ze is/ een mere, ze draagt haar haar los en heeft een gouden band om het hoofd; ze draagt Friggs kistje, draagt zorg voor haar schoenen en weet de geheimpjes van haar. —Anderson translation |

Uit deze beschrijving blijkt dat zij een dienares van Frigg is – wat ook geldt voor Gná en Hlín, twee andere ásynjur. Later in hetzelfde werk – wanneer Hermóðr vergeefs tracht de vermoorde god Baldr en zijn vrouw Nanna uit de Hel te trekken – wordt gezegd dat "Nanna aan Frigg een hoofddoek toestuurde samen met andere geschenken, en aan Fulla zond ze een gouden vingerring." (Nanna sendi Frigg rifti ok enn fleiri gjafar. Fullu fingrgull.)
Fulla komt ook voor in een paar kenningen. Volgens Skáldskaparmál is höfuðband Fullu (band van Fulla) een kenning voor goud. Een onduidelijker voorbeeld staat in de Gísla sage: "Fulla van regen van sperenkokers hal" (Fals hallar /skal/ Fulla fagrleit), wat wordt herleid tot eenvoudig de betekenis vrouw. 
De Oudhoogduitse Merseburger toverspreuken melden een Uolla of Volla, en noemen haar de zuster van Friia of Frija (in de Continentaal-Germaanse religie waren Freyja en Frigg identiek). In de spreuk geneest zij samen met onder andere Friia een paard. Dat Fulla de zuster is van Frigg komt in de Noordse literatuur niet voor. Waarschijnlijker is het dat Fulla de oudevrouw-vorm (crone) van Frigg is, zoals Freya de maagdvorm in de klassieke godinnentriade van maagd-moeder-oudevrouw. Bij de oudevrouw-vorm hoort ook de functie van wijze vrouw, vroedvrouw en verzorgster van de moeder(godin).
In de godsdienstwetenschappen neemt men aan dat germ. *Fullô ("overvloed") de naam van de vruchtbaarheidsgodin is geweest. In Noord-Europa is zij als 'opsmukvrouw' Freya ("meesteres") en haar dienster Fulla ingedeeld, in het zuiden schijnt haar oudste functie nog te zijn behouden.